# Vem vet mest?
Vem vet mest? var ett frågesportsprogram som sändes i SVT2. Programledare var 2008–2018 Rickard Olsson och då sändes programmet på vardagar. Från 18 augusti 2018 var Johan Wester programledare och då sändes programmet på lördagar. Programmet baseras på ett format från det brittiska programmet Fifteen to One som gick mellan 1989 och 2003 på Channel 4.
Mellan 2008 och 2018 tävlade måndag till torsdag åtta personer, varav tre går till dagsfinalen. Två går vidare till fredagsfinalen, men den som får högst poäng i finalen får en extra lampa till fredagsfinalen. Fredagsfinalen går till på samma sätt som de andra dagarna men vinnaren erhåller 10 000 kronor (ca 7 000 kronor efter skatt). Varje säsong består av 512 deltagare och cirka 7 000 sökande. År 2015 började även en juniorversion sändas, "Vem vet mest Junior". Där deltog barn ifrån femte till sjätte klass. Från hösten 2018 sändes programmet en gång i veckan.
Hösten 2019 togs beslutet att SVT lägger ned programmet. Motiveringen bakom beslutet är att nya frågesportsprogram är under utveckling som är tänkta att ersätta Vem vet mest. De sista inspelningarna av programmet var gjorda att visas våren 2020.

## Spelets regler
Spelet är indelat i tre ronder. Ett ordinarie program innehåller som mest fyra lampor per deltagare. Alla deltagare börjar spelet med tre tända lampor. Lamporna symboliserar deltagarens antal chanser att svara fel innan han eller hon åker ut. Spelet inleds med rond 1 där alla deltagare får svara på tre frågor. Följande händelser kan ske under rond 1,
- Svarar deltagaren rätt på samtliga frågor behåller han eller hon sina lampor och går vidare till rond 2.
- Svarar deltagaren 2 rätt och 1 fel, försvinner en lampa och deltagaren går vidare till rond 2.
- Svarar deltagaren 1 rätt och 2 fel, försvinner två lampor och deltagaren går vidare till rond 2.
- Svarar deltagaren 3 fel, släcks alla lampor och han eller hon är ute ur spelet.

Rond 2 inleds med att alla kvarvarande deltagare får en lampa tänd. Programledaren ställer en fråga till en slumpvist vald deltagare. Om denna svarar fel går turen vidare till nästa person i nummerordning. Den som först levererar ett rätt svar "tar över spelet" och får aktivt bestämma vem av deltagarna som skall svara på nästa fråga. Något av följande sker sedan:
- Deltagaren får frågan skickad till sig, svarar fel och förlorar en lampa. Hade deltagaren en lampa kvar och den släcks, åker deltagaren ut ur spelet. Deltagaren som skickade frågan får fortsätta med att skicka frågan vidare till någon annan.
- Deltagaren får frågan skickad till sig, svarar rätt och tar därmed över spelet. Deltagaren får välja vem som svarar härnäst.
- Deltagaren svarar fel, åker ut och endast tre stycken deltagare återstår. Då går spelet in i rond 3.

Rond 3, också kallad finalen i programmet, inleds med att tre stycken deltagare har överlevt rond 2. Dessa tre får sina tända lampor omvandlade till poäng. En tänd lampa ger 10 poäng och varje rätt svar ger ytterligare 10 poäng. För att kunna svara på en fråga är deltagarna nu tvungna att trycka på knappar. Den som trycker först, får svara. Någon av följande händelser sker sedan:
- Deltagaren trycker först, får svara, svarar rätt och får 10 poäng. Han eller hon behåller spelet och får välja på nästkommande fråga om ämnet skall besvaras av deltagaren själv eller om det skall skickas till någon av de andra två deltagarna.
- Deltagaren trycker först, får svara och svarar fel. Vilket ger de andra två deltagarna 10 poäng vardera och alla tre får återigen trycka på nästa fråga.

Rond 3 håller på tills tiden tagit slut och den deltagare som lyckats få ihop högst antal poäng, vinner. De två deltagare som erhåller högst poäng i finalen kvalificerar sig till fredagsfinalen medan den som får lägst poäng åker ur. Om två deltagare hamnar på samma poäng ges en utslagsfråga av programledaren. Vinnaren i rond 3 tar med sig en extra lampa till fredagsfinalen och blir därmed immun i rond 1.

### Fredagsfinalen
Från varje ordinarie program (måndag, tisdag, onsdag och torsdag) har det spelats fram två finalister. Totalt åtta deltagare ställer upp i fredagsfinalen. En deltagare ur varje ordinarie program har vunnit och tar med sig en extra lampa. Detta betyder att i rond 1, finns det fyra stycken deltagare som har totalt 4 lampor tända. Skulle deltagarna med fyra lampor leverera tre rätta svar under rond 1, får de totalt 5 lampor tända i rond 2. Rond 2 utspelar sig precis som i ett ordinarie program. Rond 3 likaså. Vinnaren i rond 3 får 10 000 kronor. De två bästa finalisterna i fredagsfinalen får en plats i Vinnarveckan. "Vem vet mest junior" tävlar man bara till och med torsdag.

## Avsnitt

### Säsong 1
Säsong 1 omfattade 70 avsnitt, måndag–fredag varje vecka mellan 25 augusti och 28 november 2008, samt två specialavsnitt. Säsongens inspelning skedde hos SVT Stockholm.
Nobelspecialen (1 december 2008) omfattade tolv speciella gäster, som tävlade på temat Nobel. Frågekategorierna var: Fysik, kemi, medicin, litteratur, fredsarbete och allmänna Nobelfrågor. Bland de tävlande fanns Svante Weyler, Jan Arnald (känd under pseudonymen Arne Dahl), Anna Ek och Maria Strömme.
En julspecial sändes 22 december 2008, där tolv av höstens fjorton veckovinnare möttes i en så kallad superfinal.
Säsong 1 sändes även i repris sommaren 2011.

### Säsong 2
Säsong 2 sändes 12 januari 2009 och visades i repris 24 maj 2010. Totalt 85 avsnitt. Säsongens inspelning skedde hos SVT Stockholm.

### Säsong 3
Säsong 3 spelades in 26 maj–10 juli 2009, det första avsnittet av säsong 3 sändes måndagen den 24 augusti. Totalt 85 avsnitt. Säsongens inspelning skedde hos SVT Stockholm.

### Säsong 4
Säsong 4 spelades in 29 november 2009–25 januari 2010, det första avsnittet sändes måndagen den 11 januari 2010. De tidigare säsongerna spelades in i Stockholm, men från säsong 4 sker inspelningen i Kanalhuset, SVT Göteborg. Totalt 85 avsnitt. Inräknat i totalen är också en Bröllopsspecial i samband med det kungliga bröllopet 2010.

### Säsong 5
Säsong 5 spelades in 25 april–31 maj 2010 i Kanalhuset, SVT Göteborg och hade premiär måndag den 23 augusti i SVT2. Totalt 85 avsnitt. Inkluderat i totalen var också två special inspelningar.
Demokratispecial i samband med valet 2010, ett avsnitt.
Vinnarveckan introducerades för första gången. Säsongens alla tre som tagit sig till fredagsfinalens final återvända och möta varandra, priset om man vann denna vecka var 30 000 kronor.
Säsongens vinnare blev Håkan Prahl.

### Säsong 6
Säsong 6 spelades in under perioden 28 november 2010–31 januari 2011 i Kanalhuset, SVT Göteborg. Totalt 85 avsnitt, inkluderat i totalen är tre special inspelningar.
Generationskampen är en specialinspelning där deltagare från fyra generationer möts. 80-, 70-, 50- och 40-talister fick var sitt program. I fredagsfinalen möts de bästa ur varje generation. Sändningsdatum 18–22 april 2011.
Yrkesveckan är en specialinspelad vecka med deltagare ur olika yrkeskategorier. Vård/omsorg, skola, kultur och utryckning får var sitt program. De bästa från varje program går till fredagsfinalen. Sändningsdatum 21–25 mars 2011.
Vinnarveckan återkom, säsongens bästa deltagare tävlade igen. Sändningsdatum 2–6 maj 2011.
Vinnaren i säsong 6 blev Lars Danielsson.

### Säsong 7
Säsong 7 spelades in mellan mars och maj 2011 i Kanalhuset, SVT Göteborg och omfattar 85 avsnitt, inklusive universitetsveckan, revanschveckan och vinnarveckan.
Under Universitetsveckan deltar studenter från följande lärosäten; Umeå Universitet, Uppsala Universitet, Linköpings Universitet och Lunds Universitet. Varje lärosäte får ett eget program där de tre främsta vinner och går vidare till fredagsfinalen där alla fyra lärosäten deltar med 3 studenter var.
Det visades också en revanschvecka där tidigare fredagsfinalister fick återkomma och tävla på nytt.
Vinnarveckan sänds även i säsong 7 den sista veckan med sändningsdatum 19–23 december från Göteborg.

### Säsong 8
Säsong 8 spelades in mellan september och december 2011 i Kanalhuset, SVT Göteborg. Den sändes våren 2012. Under säsong 8 återkom universitetsveckan med 4 nya universitet och även en par-special vecka där par tävlade mot andra par. Även vinnarveckan återkom under säsong 8. 600 inspelade program firades under säsongen.

### Vinnarveckan
Vinnarveckan sändes först säsong 5, den 13–17 december 2010. Till vinnarveckan kom säsongens fredagsfinal-finalister som tävlade om 30 000 kronor.

## Tema-inspelningar
| Säsong | Tema                 | Sändningsdatum      |
| ------ | -------------------- | ------------------- |
| 1      | Nobelspecial         | 1 december 2008     |
| 1      | Julspecial           | 22 december 2008    |
| 4      | Bröllopsspecial      | 21 maj 2010         |
| 5      | Demokratispecial     | 17 september 2010   |
| 5      | Vinnarveckan         | 13–17 december 2010 |
| 6      | Yrkesveckan          | 21–25 mars 2011     |
| 6      | Generationskampen    | 18–24 april 2011    |
| 6      | Vinnarveckan         | 2–6 maj 2011        |
| 7      | Revanschspecial      | 3–7 oktober 2011    |
| 7      | Universitetskampen   | 7–11 november 2011  |
| 7      | Vinnarveckan         | 19–23 december 2011 |
| 11     | Vem Vet Mest? Junior | ht-2015-            |

## Sändningsdatum
| Säsong | Startdatum      | Slutdatum        | Avsnitt |
| ------ | --------------- | ---------------- | ------- |
| 1      | 25 augusti 2008 | 22 december 2008 | 72      |
| 2      | 12 januari 2009 | 8 maj 2009       | 85      |
| 3      | 24 augusti 2009 | 18 december 2009 | 85      |
| 4      | 11 januari 2010 | 21 maj 2010      | 85      |
| 5      | 23 augusti 2010 | 17 december 2010 | 85      |
| 6      | 10 januari 2011 | 6 maj 2011       | 85      |
| 7      | 29 augusti 2011 | 23 december 2011 | 85      |
| 8      | 9 januari 2012  | 2012             | 85      |